# Něžné vlny
Něžné vlny jsou český film Jiřího Vejdělka z roku 2014.

## Obsazení
| Robert Cejnar      | Vojta                |
| Lucie Šteflová     | Ela                  |
| Vojtěch Dyk        | Aleš                 |
| Táňa Pauhofová     | maminka Johanka      |
| Hynek Čermák       | tatínek Jan          |
| Jan Maršál         | Vojta (12 let)       |
| Taťjána Medvecká   | babička              |
| Václav Kopta       | Ticháček             |
| Jan Hartl          | doktor Lipský        |
| Natálie Halouzková | Ela (12 let)         |
| Jan Budař          | pošťák Eman Beznoska |
| Štěpán Krtička     | Adam                 |
| Eva Holubová       |                      |
| Martin Pechlát     |                      |
| Václav Matějovský  |                      |
| Daniel Novák       |                      |
| Josef Kuhn         |                      |
| Lucie Černá        |                      |

## Vývoj návštěvnosti v českých kinech
| Týden | Od – do                    | Diváků  | Tržby (Kč) |
| ----- | -------------------------- | ------- | ---------- |
| 1.    | 9. leden – 12. leden 2014  | 72 005  | 10 028 243 |
| 2.    | 13. leden – 19. únor 2014  | 134 202 | 18 659 212 |
| 3.    | 20. leden – 26. leden 2014 | 168 869 | 23 287 159 |
| 4.    | 27. leden – 2. únor 2014   | 189 883 | 26 120 066 |
| 5.    | 3. únor – 9. únor 2014     | 201 130 | 27 574 057 |
| 6.    | 10. únor – 16. únor 2014   | 210 288 | 28 718 373 |
| 7.    | 17. únor – 23. únor 2014   | 215 861 | 29 353 983 |
| 8.    | 24. únor – 2. březen 2014  | 218 502 | 29 652 929 |

Údaje o divácích a tržbách jsou uvedeny kumulativně, zdrojem jsou data převzatá ze stránek Unie filmových distributorů.

## Ocenění
Tatiana Pauhofová byla nominována na Českého lva za nejlepší ženský herecký výkon v hlavní roli a Jiřina Pahlerová za nejlepší masky, ani jednu nominaci ale film neproměnil.

## Recenze
- František Fuka, FFFilm , 3. ledna 2014  Dostupné online.